# Beats of Rage
Beats of Rage (aussi connu comme BOR) est un moteur de jeu de combat 2D gratuit conçu par la Senile Team (en). Il est initialement publié comme un jeu vidéo hommage à Streets of Rage 2, mais avec des personnages de King of Fighters.

## Système de jeu
Dans sa conception originale, le gameplay du jeu est calqué sur celui de Streets of Rage 2. Des améliorations ultérieures ont considérablement développé les possibilités de gameplay.

## Historique
Beats of Rage est un jeu vidéo open source créé en hommage au jeu Streets of Rage 2 de Sega. Il a été développé en 9 mois,. Le jeu a ensuite été modé et porté sur plusieurs autres systèmes, et a ainsi gagné en popularité, avec plus d'un million d'exemplaires téléchargés.
Beats of Rage a d'abord été mis à disposition pour DOS en novembre 2003. Il n'a pas bénéficié de promotion autre que le bouche à oreille, et a pourtant vite gagné une énorme popularité. Le jeu a été si téléchargé que des serveurs miroirs tels que Dreamcast-Scene sont tombés en panne 24 heures après avoir accepté de l'héberger,.
Comme le jeu était open source, il a été instantanément porté sur Dreamcast et PlayStation 2. Aujourd'hui, le jeu continue d'être porté et est disponible sur des systèmes contemporains, comme la Wii et la PlayStation Portable, entre autres.
Pour un jeu homebrew, Beats of Rage a bénéficié d'une importante couverture par des gros sites de jeux-vidéo, tel que G4. Le jeu a également été présenté dans des médias imprimés comme XboxGamer.

## OpenBOR
Probablement la raison la plus importante du succès durable de BOR, son moteur de jeu personnalisable, permettant de créer de nouveaux jeux. Les jeux développés pour le moteur Beats of Rage sont communément appelés «mods», les créateurs "moddeurs", et le moteur lui-même est communément désigné comme "modifiable".
Beats of Rage est devenu si populaire en raison de la capacité de personnalisation du moteur qu'il est devenu le modèle des moteurs de personnalisation pour les consoles de jeux vidéo[réf. nécessaire].